# 6NOTES
6NOTES es el primer miniálbum lanzado por la banda japonesa BeForU. Fue lanzado al mercado el día 3 de marzo de 2007 por Be+Wings Records.

## Detalles
Este es el primer trabajo donde cada una de las integrantes de BeForU interpreta un tema en solitario, aparte de Riyu Kosaka y Noria que desde los inicios siempre interpretaron temas solas aparte de sus trabajos con las demás integrantes. De ahí el significado al título 6NOTES, donde cada una de las seis miembros del grupo aporto su 'nota' -cada integrante escribió la canción que interpreta- para dar creación a este trabajo. El nombre del artista con que fue listado este miniálbum no fue BeForU, sino que fue acreditado como Riyu,Noria,Yoma,Sayaka,Miharu,Lisa.
El álbum fue completado al mismo tiempo que era grabado el álbum de BeForU III en Avex, pero no fue lanzado hasta unos meses después, y no dentro de su sello major, sino que en el sello perteneciente a su club de fanes, Be+Wings.
Para celebrar el lanzamiento de este disco -que fue exclusivamente por medio de su club de fanes Be+Wings, y no fue llevado a las tiendas- la banda hizo un evento especial en el Zepp Fukuoka, donde compartieron junto a sus seguidores.

## Canciones
1. Aya[1] (彩?) / Riyu Kosaka
2. Hosoi Kusari (細い鎖?) / Risa Sotohana
3. LUNA+tic FANTASY / Miharu Arisawa
4. Radiance (ラディエンス?) / Noria
5. Friends (フレンズ?) / Yoma
6. always / Sayaka Minami